# دروستانولون پروپیونات
دروستانولون پروپیونات،(به انگلیسی: Drostanolone propionate) یک استروئید آنابولیک است. این ترکیب دارویی بیشتر به صورت آمپولهای ۲۵ و ۵۰ میلی‌گرمی تهیه می‌گردد. مصرف این دارو به صورت یکنواخت بوده و تناوبی یا قله‌ای نمی‌باشد.یک داروی آندروژن و استروئید آنابولیک (AAS) است که برای درمان سرطان سینه در زنان استفاده می‌شود اما اکنون دیگر به بازار عرضه نمی‌شود.  این دارو با تزریق به عضله انجام می شود.